# 尖尾兔袋鼠
尖尾兔袋鼠（Onychogalea fraenata），又名轡甲尾袋鼠或斑紋距尾袋鼠，是一種瀕危的袋鼠，現分佈在澳洲的昆士蘭。牠們較為細小，在頸後有像馬勒的白色斑紋，有尖刺的尾巴。估計牠們只餘下約500隻。

## 特徵
尖尾兔袋鼠可長達1米，尾巴與身體一樣長，重4-8公斤。雌性較為細小。牠們有像馬勒的白色斑紋，背部有黑帶，面頰像其他的袋鼠般有斑紋。尾巴上有尖刺，尖刺可以長3-6毫米，部份被毛所覆蓋，其作用不明。新月甲尾袋鼠及北刺尾䶈也有這類尖刺，前者已於1956年宣佈滅絕，後者仍生存在昆士蘭北部及北領土。

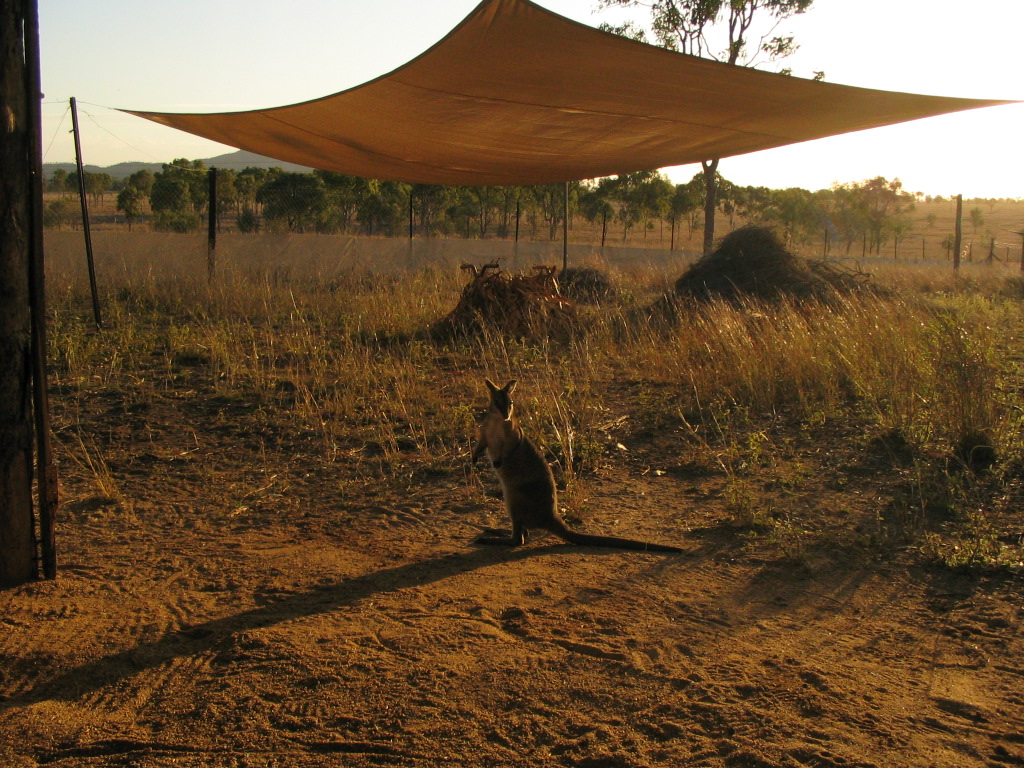
尖尾兔袋鼠。

尖尾兔袋鼠是夜間活動的，日間會在空心樹中睡覺。牠們喜歡棲息在草原邊緣。牠們是害羞及獨居的動物。牠們在缺乏食物時會組成細小的群族，最多約有4個成員一同覓食。牠們傾向避開爭鬥，會躲在空心樹或叢林中，若是沒有地方躲藏，則會躺在地上不動。
幼兔袋鼠會在母親的育幼袋中約4個月時間來成長。牠們每胎會產下一隻幼兔袋鼠，並會視乎食物的供應來決定生育的密度。妊娠期為23日。
尖尾兔袋鼠的免疫系統比其他有袋類更為緊密，可以免受多種寄生蟲、病毒及疾病的感染。

## 歷史
在歐洲殖民的前，尖尾兔袋鼠已廣泛分佈在澳洲東岸至大分水嶺西部。於19世紀，牠們只分佈在維多利亞州穆理河地區經新南威爾士至昆士蘭的查特斯堡。
尖尾兔袋鼠於19世紀末及20世紀初開始衰落，於1937年至1973年間沒有確實的觀察報告，當時相信牠們已經滅絕。後來有指在昆士蘭見到一群尖尾兔袋鼠。

## 保育工作
由於再次發現尖尾兔袋鼠的存在，有計劃重新引進及培育牠們。在愛達利亞國家公園、陶頓國家公園及馬爾堡一個私人的保護區都有培育尖尾兔袋鼠的計劃。現時估計牠們有400-600隻。尖尾兔袋鼠的主要威脅是野貓及狐狸等入侵物種的掠食。

## 外部連結
- Species Profile and Threats Database: Onychogalea fraenata — Bridled Nail-tail Wallaby （页面存档备份，存于）
- Bridled Nailtail Wallaby Trust
- Project Kial